# Frans Rasmussen
Frans Rasmussen (født 9. juni 1944, død 2. oktober 2020) var en dansk dirigent. Han har arbejdet som docent ved Det Kgl. Danske Musikkonservatorium, hvorfra han selv var uddannet pianist, hørelærepædagog og orkesterdirigent.
Han har været kapelmester ved Det kongelige Teater og Den Jyske Opera og har ved flere lejligheder gæstedirigeret i en lang række europæiske lande samt i Afrika, Nordamerika og Asien.
Frans Rasmussen har indspillet mange prisbelønnede cd'er.
Frans Rasmussen var medlem af Dansk Kapelmesterforening, og var formand for foreningen i perioden 1997-2013.
I 2005 blev Rasmussen dirigent for Storstrøms Kammerensemble.
Frans Rasmussen oprettede i 2009 et musikbureau kaldet FRagentur.